# Tanja Frank
Tanja Chiara Frank (Viena, 24 de enero de 1993) es una deportista austríaca que compite en vela en las clases Nacra 17 y 49er FX. 
Participó en los Juegos Olímpicos de Río de Janeiro 2016, obteniendo una medalla de bronce en la clase Nacra 17 (junto con Thomas Zajac). Ganó una medalla de plata en el Campeonato Mundial de 49er de 2018.

## Palmarés internacional
| Juegos Olímpicos | Juegos Olímpicos        | Juegos Olímpicos  | Juegos Olímpicos |
| Año              | Lugar                   | Medalla           | Clase            |
| ---------------- | ----------------------- | ----------------- | ---------------- |
| 2016             | Río de Janeiro (Brasil) | Medalla de bronce | Nacra 17         |

| Campeonato Mundial | Campeonato Mundial | Campeonato Mundial | Campeonato Mundial |
| Año                | Lugar              | Medalla            | Clase              |
| ------------------ | ------------------ | ------------------ | ------------------ |
| 2018               | Aarhus (Dinamarca) | Medalla de plata   | 49er FX            |